# Fulvio Collovati
Fulvio Collovati, född 9 maj 1957 i Teor, Italien, fotbollsspelare.
Fulvio Collovati var mittback i Italiens världsmästarlag 1982. Säsongen 1976/77 gjorde han a-lagsdebut som 19-åring i Milan, där han blev italiensk mästare 1979. Efter sex säsonger i Milan bytte han till lokalkonkurrenten Inter, där han spelade fram till 1986. Därefter blev det spel i Udinese (1986/87) och Roma (1987–89), innan han värvades av Genoa 1989. Collovati spelade fyra säsonger i Genoa innan han lade skorna på hyllan som 35-åring.

## Meriter
- Italiensk mästare 1979
- 50 landskamper/3 mål
  - VM 1982, 1986
  - VM-guld 1982
  - EM 1980